# Trondheim Jazz Orchestra

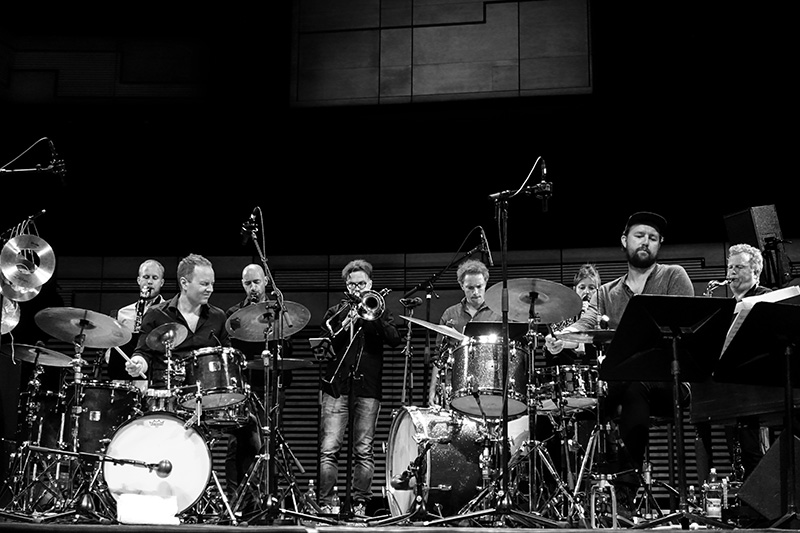
Trondheim Jazz Orchestra (Reykjavik Jazz Festival 2017)

Das Trondheim Jazz Orchestra ist eine norwegische Big Band mit Sitz in Trondheim. Sie entstand 2000 als Teil des Midtnorsk Jazzsenter.

## Geschichte
Vorläufer des Klangkörpers war die in den 1990er Jahren bestehende Konservatoriumsband Konsen Big Band. Im Jahr 2000 wurde deren Name zu Trondheim Jazz Orchestra geändert. Seither gehört das Orchester organisatorisch zum Midtnorsk Jazzsenter, das vom Norwegischen Kulturrat gefördert wird und Projekte initiiert sowie organisiert. Das Ensemble hat keine festen Mitglieder, sondern baut auf einem Pool von Musikern auf; Die Formation arbeitet dabei auf Projektbasis und führt hauptsächlich Auftragswerke ausgewählter Komponisten auf; je nach Projekt variiert äußerst flexibel die Größe der Formation und ihre Besetzung.
Komponisten wie Erlend Skomsvoll, Eirik Hegdal, Vigleik Storaas, Jon Balke, Knut Kristiansen, Geir Lysne, Terje Rypdal und Bendik Hofseth konnten großformatige Projekte mit dem Orchester realisieren. Der Klangkörper hat weiterhin eine Vielzahl von Interpreten eingeladen, darunter Chick Corea, Pat Metheny, Joshua Redman, Sofia Jernberg, Maria Kannegaard, Kim Myhr, Jenny Hval, Erlend Skomsvoll und Marius Neset. Er gehört zu den wichtigsten Jazzensembles Norwegens und entwickelte über die Jahre ein Repertoire von großer Bandbreite. Finanziert wird die Formation durch den Norwegischen Kulturrat, die Provinz Trøndelag und die Stadt Trondheim.
Mehr als 15 Jahre hat Eirik Hegdal das Trondheim Jazz Orchester angeführt. Seit 2017 ist Ole Morten Vågan künstlerischer Leiter.

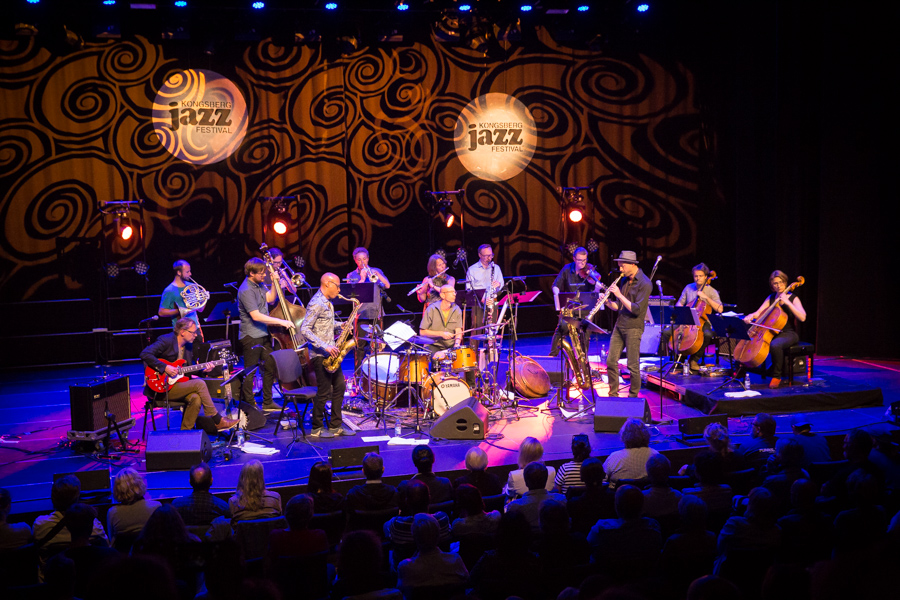
Trondheim Jazz Orchestra (Kongsberg Jazzfestival 2017)

## Preise und Auszeichnungen
2014 Trondheim Jazz Orchestra erhielt mit Marius Neset den Spellemannprisen in der Kategorie Jazz für das gemeinsame Album Lion.

## Diskographie
- Chick Corea & Trondheim Jazz Orchestra: Live in Molde (MNJ Records 2005)
- Eirik Hegdal with Trondheim Jazz Orchestra & Vigleik Storaas We Are? mit (Jazzaway Records 2005, mit Siri Gjære)
- Trondheim Jazz Orchestra & Vigleik StoraasTribute (MNJ Records 2006)
- Trondheim Jazz Orchestra & Maria Kannegaard Trio: Live in Oslo (MNJ Records 2007)
- Trondheim Jazz Orchestra & Eirik Hegdal: Wood and Water (MNJ Records 2008, mit Siri Gjære, Nils-Olav Johansen, Ståle Storløkken, Ole Morten Vågan, Tor Haugerud)
- Trondheim Jazz Orchestra & Kobert (2008)
- Trondheim Jazz Orchestra & Erlend Skomsvoll What If? A counterfactual fairytale (MNJ Records 2009)
- Trondheim Jazz Orchestra & Kim Myhr: Stems and Cages (MNJ Records 2010 mit Sidsel Endresen, Christian Wallumrød, Ingar Zach)
- Trondheim Jazz Orchestra & Eirik Hegdal with Joshua Redman: Triads and More (MNJ Records 2010)
- Trondheim Jazz Orchestra & Per Zanussi: Morning Songs (MNJ Records 2011)
- Trondheim Jazz Orchestra & Magic Pocket: Kinetic Music (MNJ Records 2011, mit Daniel Herskedal, Erik Johannessen, Erik Nylander, Hayden Powell)
- Migrations (MNJ Records 2011) – feat. Øyvind Brække
- Motorpsycho & Ståle Storløkken: The Death Defying Unicorn (Rune Grammofon 2012)
- Trondheim Jazz Orchestra & Eirik Hegdal: Sidewalk Comedy (MNJ Records 2013)
- Trondheim Jazz Orchestra & Elin Rosseland: Ekko (MNJ Records 2014)
- Marius Neset, Trondheim Jazz Orchestra: Lion (ACT Music 2014)[4]
- Trondheim Jazz Orchestra & Albatrosh: Tree House (2014, mit André Roligheten, Eyolf Dale)
- Trondheim Jazz Orchestra & Kristoffer Lo: Savages (MNJ Records 2015)[5]
- Trondheim Jazz Orchestra/Kim Myhr & Jenny Hval: In the End His Voice Will Be the Sound of Paper (Hubro Music 2016)
- Trondheim Jazz Orchestra + Skrap (Anja Lauvdal, Heida Mobeck): Antropocen (2017)
- Chick Corea With Trondheim Jazz Orchestra & Erlend Skomsvoll: What Game Shall We Play Today (MNJ 2018)
- Trondheim Jazz Orchestra & Ole Morten Vågan: Happy Endlings (Odin Records 2018)
- Trondheim Jazz Orchestra with Sofia Jernberg & Olav Luksengård Mjelva (2019)
- Trondheim Jazz Orchestra & The MaXx: Live (2020)
- Trondheim Jazz Orchestra & Ole Morten Vågan: Plastic Wave (Odin Records 2021)
- Trondheim Jazz Orchestra & Johan Lindvall Om du reser mycket (MNJ 2021)
- Trondheim Jazz Orchestra & Gurls: Oui (Grappa, 2022)
- Hedvig Mollestad & Trondheim Jazz Orchestra: Maternity Beat (Grappa 2023)[6]
- Trondheim Jazz Orchestra & Espen Berg: Maetrix (2024; rec. 2017)[7]